# Lichtensia spanochaeta
Lichtensia spanochaeta är en insektsart som först beskrevs av De Lotto 1974.  Lichtensia spanochaeta ingår i släktet Lichtensia och familjen skålsköldlöss. Inga underarter finns listade i Catalogue of Life.